# Import

Deutsche Import- und Exportzahlen

Import (auch: Einfuhr; lateinisch in [wird wegen des nachfolgenden „p“ zu im] „in… hinein“ und lateinisch portare „tragen, bringen“: „hineintragen, einführen“) ist im Außenhandel der grenzüberschreitende Kauf von Gütern oder Dienstleistungen aus dem Ausland und deren Lieferung ins Inland. Gegensatz ist der Export.

## Allgemeines
Grundformen des Außenhandels sind Lohnveredelung, Transithandel, Import und Export, wobei beim Import die Güterströme vom Ausland ins Inland und die Zahlungsströme vom Inland ins Ausland fließen. Die importierenden Wirtschaftssubjekte (Unternehmen, Privathaushalte, der Staat und seine Untergliederungen wie öffentliche Verwaltung und Staatsunternehmen) heißen Importeur und stehen in Handelsbeziehung zum ausländischen Exporteur. Beim Import ist Voraussetzung, dass der Exporteur dem Importeur aufgrund der Lieferungsbedingungen die Güter/Dienstleistungen (im Folgenden: Güter) durch Lieferung zum Eigentum überträgt (Eigentumsvorbehalt schadet nicht) und der Importeur aufgrund der Zahlungsbedingungen dem Exporteur den Kaufpreis entrichtet (Lieferantenkredit/Kundenkredit schadet nicht). Die Beschaffung der Güter muss aus dem Ausland erfolgen, wobei es sich auch im gleichen Währungsraum (etwa Deutschland/Frankreich) um Importe handelt. Importe liegen nur bei der vollständigen Eigentumsübertragung vor, so dass die Miete, Leihe, Pacht oder das Leasing allenfalls einen Import von Dienstleistungen darstellen.
Zu den Importgütern gehören vor allem Rohstoffe, Handelswaren (beispielsweise Commodities) oder Investitionsgüter (Maschinen). Bei Dienstleistungen gilt als Import der Tourismus ins Ausland, wenn etwa ein Deutscher eine Urlaubsreise ins Ausland unternimmt. Der Import von Buchgeld und Kapital heißt Kapitalimport.

## Transaktionen im Außenhandel
Transaktionen im Außenhandel sind der Export (Ausfuhr) als Verkauf von Gütern und Dienstleistungen in das Ausland, der Import (Einfuhr) als Einkauf von Gütern und Dienstleistungen aus dem Ausland, die Lohnveredelung und der Transithandel. Hieraus ergibt sich folgende Übersicht:
| Art            | Definition | Verbuchung in der Handelsbilanz |
| -------------- | --- | ------------------------------- |
| Export         | Ausfuhr von Gütern und Dienstleistungen                                                                                 | Aktivseite                      |
| Import         | Einfuhr von Gütern und Dienstleistungen                                                                                 | Passivseite                     |
| Lohnveredelung | Weiterverarbeitung von Gütern im Inland: aktive Lohnveredelung (Reexport) im Ausland: passive Lohnveredelung (Reimport) | Passivseite Aktivseite          |
| Transithandel  | Import von Gütern und deren sofortigem Export ohne Weiterverarbeitung                                                   | Passivseite und Aktivseite      |

Auch der im Zusammenhang mit der Lohnveredelung auftretende Reexport und Reimport gehören zum Außenhandel. Dabei ist der Reexport eine Unterform des Exports und der Reimport eine Unterform des Imports. Der Transithandel weist im Regelfall in der Handelsbilanz einen geringen Saldo aus, der auf dem Gewinn dieser Transaktion beruht. Es handelt sich um eine Bilanzverlängerung.
Exporteure und Importeure sind Außenhandelsbetriebe, deren Betriebszweck ausschließlich oder überwiegend im Export und/oder Import von Gütern oder Dienstleistungen besteht.

## Rechtsfragen
Das Außenwirtschaftsrecht kennt als Rechtsbegriffe die Einfuhr und Ausfuhr. „Einführer“ (Importeur) ist gemäß § 2 Abs. 10 AWG jede natürliche oder juristische Person oder Personengesellschaft, die Waren aus Drittländern ins Inland liefert oder liefern lässt und über die Lieferung der Waren bestimmt. Entsprechend ist Einfuhr die Lieferung von Waren aus Drittländern in das Inland (§ 2 Abs. 11 AWG). Der Einfuhr gleichgestellt ist die Übertragung von Software oder Technologie einschließlich ihrer Bereitstellung auf elektronischem Weg. Auch Elektrizität gilt als Ware, Wertpapiere und Zahlungsmittel sind dagegen keine Waren (§ 2 Abs. 22 AWG).
Zur Ausgestaltung der Importverträge hinsichtlich Kostenübernahme für Transport, Verpackung, Versicherung und den Gefahrenübergang am Kaufgegenstand werden meist die von der Internationalen Handelskammer (ICC) in Paris seit 1936 veröffentlichten Incoterms (Aktuelle Fassung von 2010) als standardisierte Vertragsklauseln angewandt. Der Importeur hat bei der Einfuhr in das Wirtschaftsgebiet der Europäischen Union für die Entrichtung der fälligen Zölle und Einfuhrumsatzsteuer Sorge zu tragen.

## Regulierung
Der Staat hat ein Interesse daran, Importe und Exporte zu kontrollieren (Schutz der heimischen Märkte etwa vor Dumping, Waffenhandel). Die Marktregulierung besteht bei Importen aus Einfuhrkontingenten, Einfuhrbewilligungen oder Importzöllen. Ein Handelsembargo kann den Import ganz oder teilweise beschränken. Sie alle wirken restriktiv auf den Import und begrenzen ihn quantitativ und/oder qualitativ. Die von George Stigler 1971 verfasste Theorie der Regulierung lässt erwarten, dass Handelshemmnisse als eine Form von Regulierungen – gleichgültig, ob sie tarifärer oder nicht-tarifärer Natur sind – vom Importland eingeführt und aufrechterhalten werden. Während tarifäre Handelshemmnisse durch die Bestimmungen des GATT bzw. der Welthandelsorganisation (WTO) in der Vergangenheit zunehmend abgebaut wurden, ist die Bedeutung nicht-tarifärer Handelshemmnisse gewachsen.

## Wirtschaftliche Aspekte
Im Hinblick auf die Verarbeitungsstufe gibt es Importe von Rohstoffen oder Halbfabrikaten in der Produktionswirtschaft zwecks Weiterverarbeitung im Inland oder Importe von Fertigerzeugnissen im Handel (Groß- oder Einzelhandel). Importe finden im Rahmen der Außenhandelsfinanzierung statt, weil der Importeur bei Vorschusszahlungen (Vorauszahlung), Zahlung Zug um Zug gegen Lieferung oder bei vorhandenen Zahlungszielen die Güter nach Lieferung zu bezahlen und dabei Kreditinstitute einzuschalten hat. Die Außenhandelsfinanzierung unterstützt hierbei durch Importakkreditiv, Dokumenteninkasso oder Auslandsüberweisung. Der Importwert wird nach internationalen Gepflogenheiten an der Landesgrenze ermittelt, wobei der CIF-Preis zugrunde gelegt wird. Bei der Berechnung des Imports in Deutschland geht das Statistische Bundesamt von Statistiken des Generalhandels aus. Die Deutsche Bundesbank ergänzt den Außenhandelssaldo um den Saldo der Primäreinkommen, die Ergänzungen zum Warenhandel und den Saldo der laufenden Übertragungen zur Leistungsbilanz.
Ein Import wird bei gegebener Inlandsnachfrage notwendig, wenn das importierende Land die Güter nicht oder in zu geringen Mengen selbst produziert oder die Produktqualität/Dienstleistungsqualität oder die Preise ungünstiger sind als beim Import (komparativer Kostenvorteil). Im importierenden Staat ergänzt der Import das fehlende Güterangebot. Einfuhren können deshalb im importierenden Staat eine Unterversorgung, Qualitätsmängel oder Preisnachteile ausgleichen. Importlastige Staaten können versuchen, mit Hilfe einer Importsubstitutionspolitik den Außenbeitrag zu Gunsten der Exportquote zu verschieben.
Die Einfuhr wirkt sich auf die Handelsbilanz aus, wo sie auf der Passivseite verbucht wird. Importiert ein Staat mehr als er exportiert, liegt entsprechend eine „passive Handelsbilanz“ vor. Die Zahlung des Importeurs wird in der Devisenbilanz als Zahlungsausgang berücksichtigt. Sie löst entweder bei Zahlung in Fremdwährung eine Devisennachfrage auf dem Devisenmarkt oder bei Zahlung in Inlandswährung eine Geldnachfrage auf dem Geldmarkt aus. Eine Zahlung in Fremdwährung führt zu einem Abfluss von Devisen, so dass bei hoher Importquote sich ein bestehender Handelsbilanzüberschuss in ein Handelsbilanzdefizit verwandeln kann, das mittelfristig zur Abwertung der Inlandswährung führen kann. Devisenmangel wiederum wirkt sich hemmend auf künftige Importe aus. Das anzustrebende Außenhandelsgleichgewicht ist erst erreicht, wenn Importe {\displaystyle I} und Exporte {\displaystyle E} in einem Staat gleich sind:
{\displaystyle I=E}.
Entsprechend ergibt sich ein Importüberschuss als
{\displaystyle I>E}.
Ein Importüberschuss führt zu einer passiven Handelsbilanz mit Devisenabflüssen, die die Währungsreserven schmälern und das Volkseinkommen vermindern.
Der Import bewirkt zudem eine Erhöhung des Güterangebots auf dem importierenden Gütermarkt. Da gleichzeitig durch die Bezahlung des Imports die inländische Geldmenge abnimmt, kommt es durch Importe zu einem Ungleichgewicht auf Geld- und Gütermärkten, was wie ausländische Preissteigerungen eine Inflation auslöst („importierte Inflation“).

## Schweiz
Als Nicht-EU-Land erhebt die Schweiz Zölle auch auf Waren der angrenzenden EU-Länder. Für verschiedene Waren, beispielsweise Kriegswaffen oder Medikamente ist häufig eine Einfuhrbewilligung erforderlich. Für den Import von vielen landwirtschaftlichen Produkten benötigen man eine Generaleinfuhrbewilligung (GEB). Sie wird unter anderem vom Bundesamt für Landwirtschaft auf Gesuch hin natürlichen und juristischen Personen sowie Personengemeinschaften erteilt, die im schweizerischen Zollgebiet Wohnsitz oder Sitz haben. Die GEB gibt kein automatisches Anrecht auf die Einfuhr eines Produkts zum tiefen Kontingentszollansatz (KZA) bzw. Nullzoll; dazu benötigt man eine Zuteilung eines Kontingentanteils oder eine Ausnützungsvereinbarung. Bei vielen landwirtschaftlichen Produkten werden Zollkontingente verteilt z. B. durch Versteigerungen. Besitzt ein Importeur einen Kontingentsanteil, so kann er die entsprechenden Waren zum tieferen KZA/Nullzoll einführen. Besitzt ein Importeur keinen Anteil am Kontingent, muss er den wesentlich höheren Ausserkontingentszollansatz (AKZA) bezahlen. Importe zum AKZA sind jederzeit und in unbeschränkter Menge möglich.

## Internationaler Vergleich

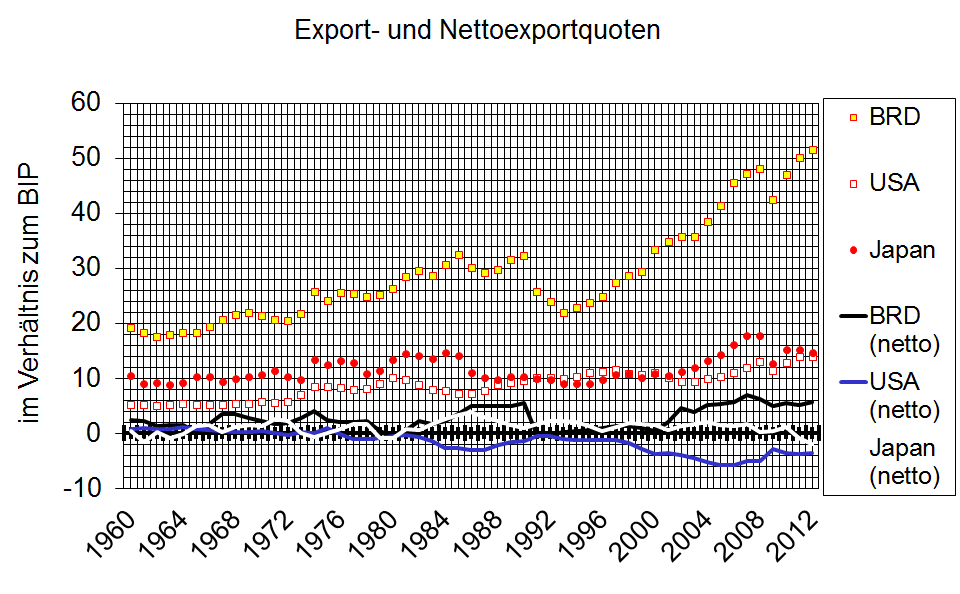
Importquote als Differenz zwischen Export- und Nettoexportquote

In der Abbildung sind für die Länder der Triade, also die drei größten Volkswirtschaften der Welt, die Exporte im Verhältnis zum jeweiligen BIP dargestellt, außerdem der Nettoexport im Verhältnis zum BIP. Die Importquoten sind auch im Bild versteckt als Differenz zwischen Exportquote und Nettoexportquote. Steigende Export- und Importquoten sind ein Hinweis auf zunehmende internationale Verflechtung des Welthandels im Zuge der Globalisierung.